# 1034
سنة 1034 كانت سنة بسيطة تبدأ يوم الثلاثاء (الرابط يظهر نموذج التقويم الكامل للسنة) من التقويم اليولياني.

## مواليد
- أوراكا من زامورا، (تقديرا).

## وفيات
- دوكجونغ ملك غوريو.
- أديمار شابان.